# トラットリア

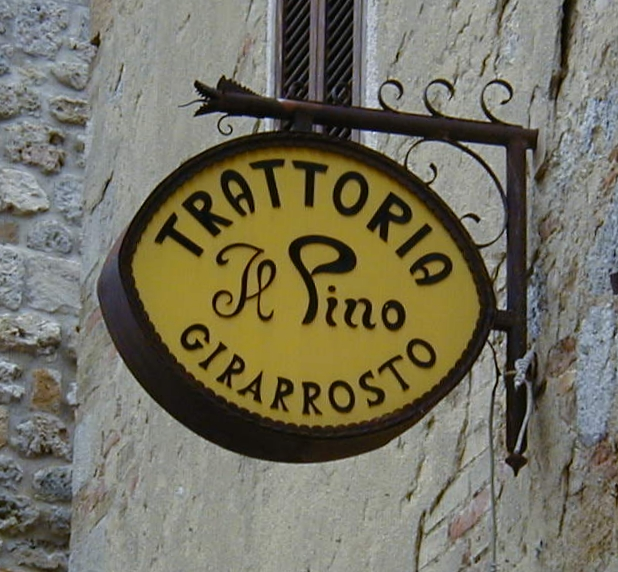
イタリア・トスカーナ州のトラットリアの看板

トラットリア（イタリア語: Trattoria）は、イタリアにおけるレストランの分類の1つ。日本では「大衆向けの雰囲気を持つ家庭的なレストラン」と説明される。

## 概要

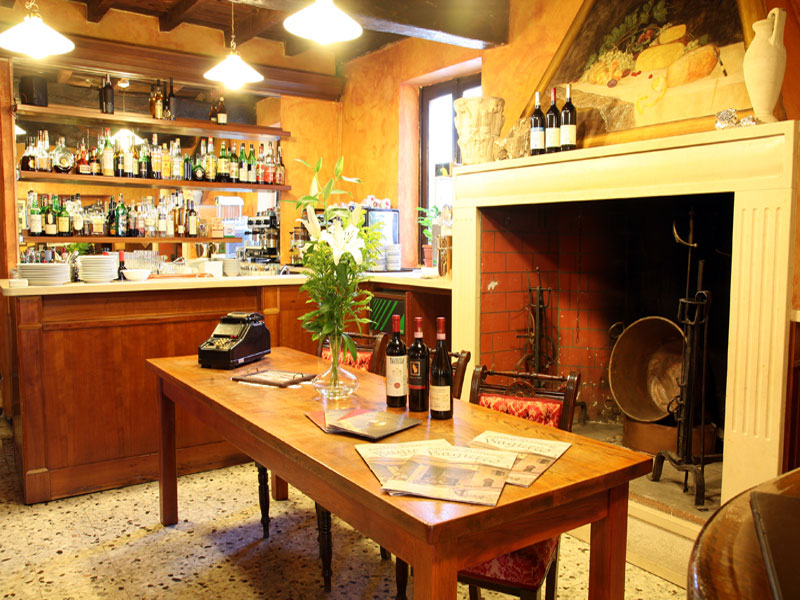
トラットリアの店内（ミラノ）

厳密な定義はないが、比較的リーズナブルな価格で料理を提供し、ドレスコードの設定が無く、小規模な店が多い。
リストランテが主にコース料理を提供するのに対し、トラットリアではアンティパストや飲み物以外にメインとなる料理を1品を選び、堅苦しくなくリラックスできる雰囲気で食事を楽しむのが一般的である。オステリアは、日本では居酒屋に例えられるように、酒をメインとして簡単な料理を出す店となる。ただし、前述のように厳密な定義はないため、リストランテ並みのコース料理を提供し、ドレスコードがある店がトラットリアを称することもあり、店のオーナーの意向にもよる。目安としては、レストランのマネージャーと、ウェイター/ウェイトレスの人員が分かれていて、ウェイター/ウェイトレスがジャケットを着用している店では、客側も男性はジャケット、女性はエレガントなスタイルといったドレスアップが必要なことが多い。
イタリア国内で、最も目にすることが多い飲食店がトラットリアである。

## 提供される料理
イタリア料理のコースは9つで構成されるが、トラットリアでは省略されたり、まとめられて提供されることも多い。
以下に、トラットリアにおけるコースを例示する。
アンティパスト
日本では前菜と説明される。メインとなる料理を食べるのに邪魔をしない軽めの一皿である。
冷たい料理、アンティパスト・フレッド（Antipasto Freddo）が一般的ではあるが、温かいアンティパスト・カルド（Antioasto Caldo）と呼ばれる料理もある。複数の前菜を盛り合わせたものは、アンティパスト・ミスト（Antipasto Misto）と呼ばれる。
プリモ・ピアット
パスタ料理やリゾット、ピッツァが提供される。具沢山のスープが提供されることもある。
セコンド・ピアット
いわゆるメインディッシュ。魚か肉の料理のどちらか一方のことが多いが、魚と肉の両方の料理を出す店もある。
コントルノ
ホウレンソウやニンジンをソテーしたような野菜料理。プリモ・ピアット、セコンド・ピアットのどちらもあまり野菜は使用されていないので、野菜をつけたい場合はコントルノを注文する。コントルノは省略することもできる。
ドルチェ
ジェラート、パンナコッタ、ティラミスといった甘いデザートが一般的。新鮮なフルーツが提供されることもある。

## 名称について
トラットリアは、フランス語の「トレトゥール（traiteurs）」に由来する。
「トレトゥール」は日によって違う料理を出せる仕出し屋、定食屋の意であり、フランスでは豚料理のみを提供できるシャルキュティエやロースト料理のみを提供できるロティスエール（rôtisseurs）とは飲食店のギルドが異なっていたために、明確に区別されていた。
トレトゥールでは、「ターブルドット（table d'Hote）」と呼ばれた大きなテーブルを客が囲み、店の主人が作った料理が大皿に乗った状態でテーブルに運ばれてきて、その大皿料理をそれぞれの客が取り分けながら食べるというものであった。